# Distretto di Mueang Nakhon Ratchasima
Il distretto di Mueang Nakhon Ratchasima (in thailandese: อำเภอเมืองนครราชสีมา) è un distretto (amphoe) della Thailandia, situato nella provincia di Nakhon Ratchasima, della quale è il capoluogo.